# Kostel svatého Jiří (Dobranov)
Kostel svatého Jiří v Dobranově je římskokatolický farní kostel stojící v obci Dobranov, části města Česká Lípa. Kostel založený v roce 1379 byl několikrát přestavovaný a současná barokní podoba je z roku 1760. Objekt je i po částečné rekonstrukci v nedobrém technickém stavu a pro je veřejnost uzavřen.

## Historie

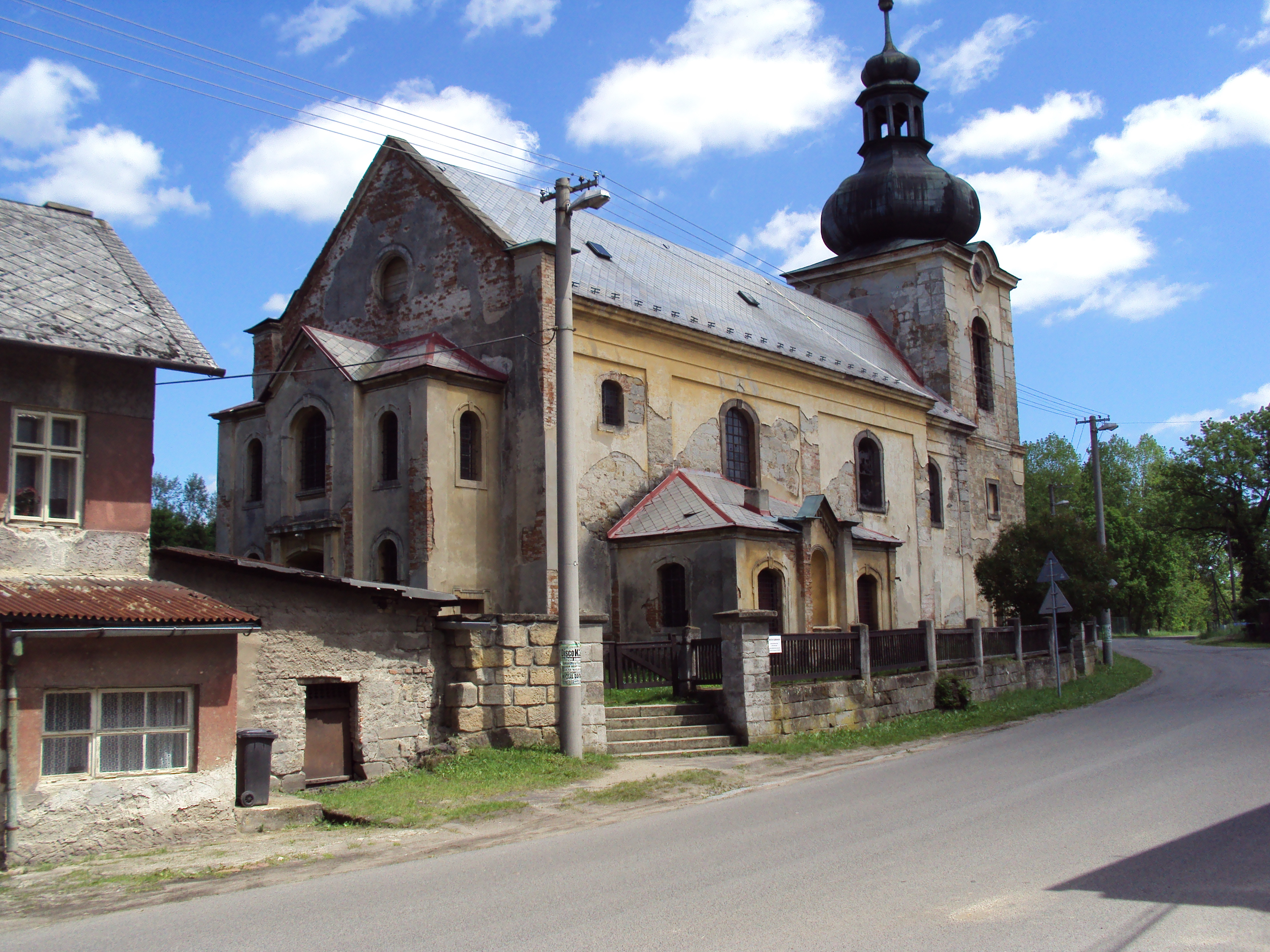
Kostel v Dobranově v roce 2010

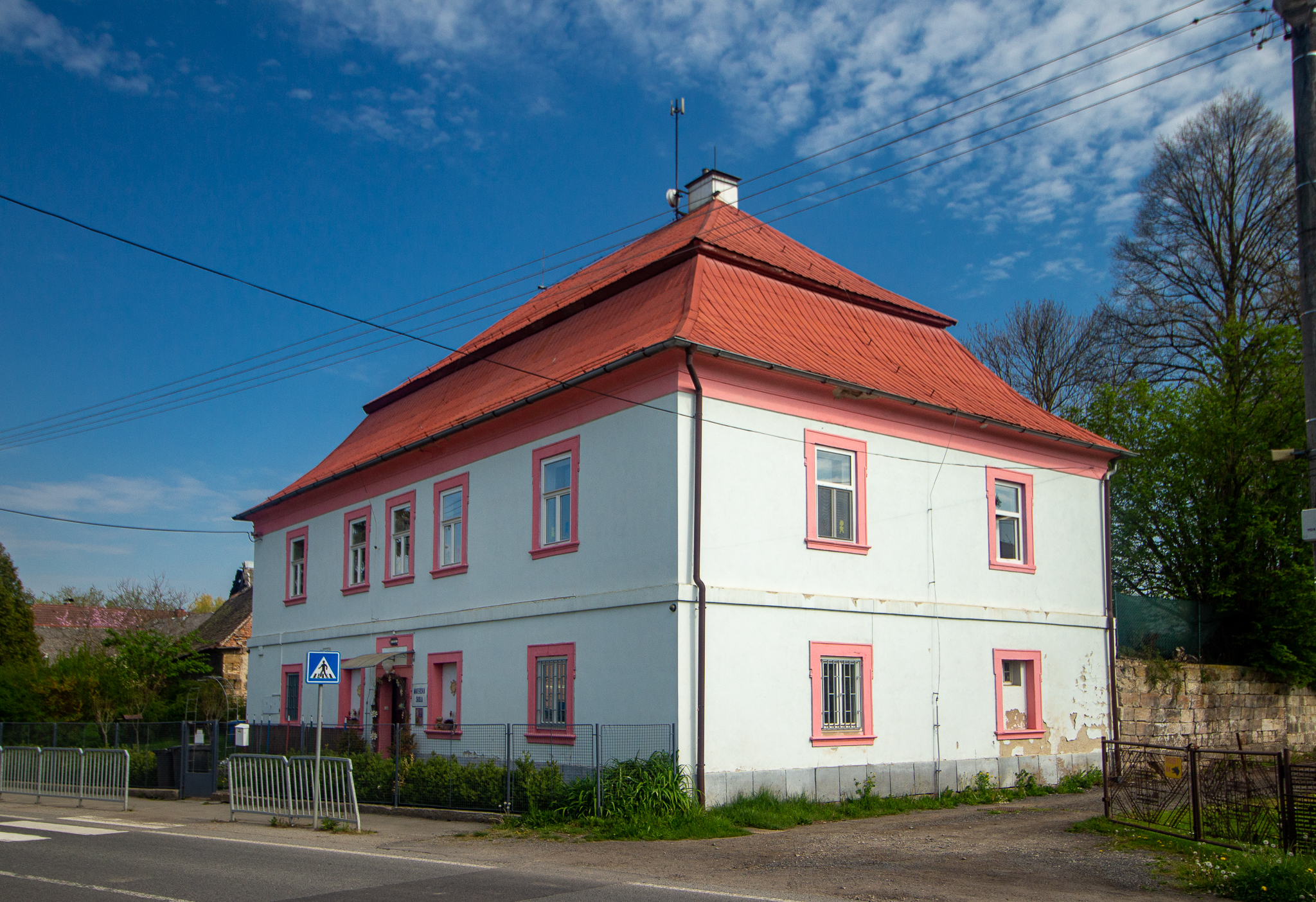
Bývalá fara

Kostel zasvěcený svatému Jiří v gotickém slohu byl v Dobranově postaven v roce 1379 a v roce 1579 byl přestavěn. 
K další přestavbě kostela došlo v roce 1700, kdy doznal barokní podoby a znovu byl upraven ještě o 60 let později.
Dobranov je územně odloučenou částí České Lípy od roku 1981.
Poblíž kostela se nachází budova fary, rovněž zapsaná mezi kulturní památky, které dnes slouží jako mateřská škola.

## Kulturní památka
Od roku 1958 je kostel zapsán v celostátním seznamu kulturních památek pod č. 42112/5-2873.